# Народная Республика Внутренней Монголии
Народная Республика Внутренней Монголии (кит. упр. 内蒙古人民共和国  монг. Бүгд Найрамдах Өвөр Монгол Ард Улс) — короткоживущее государственное образование, существовавшее в северном Китае сразу после окончания Второй мировой войны.
В годы Второй мировой войны при японской поддержке во Внутренней Монголии было образовано марионеточное государство Мэнцзян. После того, как в августе 1945 года оно было уничтожено советскими и монгольскими войсками, 9 сентября 1945 года в Сунид-Юци состоялся Съезд народных представителей аймаков и хошунов Внутренней Монголии. На съезде присутствовало свыше 80 человек, представлявших все хошуны Шилин-Гола, 7 хошунов Чахара, а также уланчабский хошун Сыцзыван. Проходивший три дня съезд провозгласил создание Народной Республики Внутренней Монголии и избрал временное правительство из 27 человек, 11 из которых составили Постоянный комитет.
Внимательно следившая за обстановкой коммунистическая партия Китая отправила во Внутреннюю Монголию Уланьфу. Прибыв в ноябре в Сунид-Юци, он сумел взять ситуацию под контроль и реорганизовал Временное правительство Народной Республики Внутренней Монголии в Монгольское автономное правительство.